# The Mexican (Babe Ruth)
The Mexican è un brano musicale dei Babe Ruth del 1972, originariamente pubblicato nel loro album First Base (1972), e uscito sotto forma di singolo nel 1973.

## Descrizione
The Mexican venne scritto da Alan Shacklock e registrato durante l'estate del 1972 agli Abbey Road Studios assieme alle altre canzoni contenute in First Base. Il brano è un'aperta critica al film di John Wayne La battaglia di Alamo (1960), accusato dalla band di essere pieno di inesattezze storiche e di aver ridotto il ruolo dei messicani che sconfissero le truppe texane al ruolo di "cattivi" senza un lato umano. La canzone presenta un ritmo incisivo, un basso funky e mette in luce gli interessi di Shacklock per le sparatorie del cinema western e la musica afro-americana. Il brano interpola la colonna sonora di Per qualche dollaro in più scritta da Morricone.
Un campionamento del brano venne utilizzato da Afrika Bambaataa e i Soulsonic Force nella loro Planet Rock (1982).

## Formazione
- Alan Shacklock – chitarra, organo, percussioni
- Jenny Haan – voce
- Dave Hewitt – basso
- Dave Punshon – tastiere, pianoforte elettrico
- Dick Powell – percussioni

## Cover

### Versione di Jellybean
Del brano venne realizzata una fortunata cover di John "Jellybean" Benitez con la partecipazione di Janita Haan dei Babe Ruth che riuscì a raggiungere il primo posto delle classifiche dance americane.